# Symphurus leei
Symphurus leei es una especie de pez de la familia Cynoglossidae en el orden de los Pleuronectiformes.

## Distribución geográfica
Se encuentran el Pacífico oriental (desde California hasta Panamá).